# Marcel Sabaté i Reixach
Marcel Sabaté i Reixach (Tortellà, 1970) és un director d'orquestra català. És professor de flabiol i tamborí de l'ESMUC (Escola Superior de Música de Catalunya) i del Conservatori de Música Isaac Albéniz de la Diputació de Girona.
Obtingué el Títol Superior de Direcció d'Orquestra amb matrícula d'honor i Premi d'Honor al Conservatori Superior de Música de Barcelona amb el catedràtic Albert Argudo. Dirigí els concerts finals al Wiener Konzerthaus al front de la Vidin State Philharmonic Orchestra, la Sinfonieorchester Kaposvár i la Sinfonietta Baden.
Actualment és el director de la GIOrquestra, l'Orquestra de Cambra de la Garrotxa, la Cobla Simfònica Catalana Ha compost diverses sardanes (Enyorances d'Estiu, Boirosa Matinada, L'Anna de Llançà, Lloret 25 Anys d'Aplec, Tortellà 1908) i obres per a cobla (Somnis d'Amor -premi juvenil de composició Ceret-Banyoles 1994- i Carnaval de Venècia) i ha enregistrat uns 50 CDs tant de solista com de director. Ha sigut guardonat amb la prestigiosa Medalla al Mèrit Musical dels Premis Capital de la Sardana 2012.